# Радикал Брінга

Графік функції радикала Брінга для дійсного аргумента

Радикал Брінга чи ультрарадикал від дійсного числа {\displaystyle \ a} це єдиний дійсний корінь многочлена
{\displaystyle x^{5}+x+a.}
Позначається {\displaystyle \operatorname {BR} (a).} Для дійсного аргумента, це спадна необмежена непарна функція, з асимптотою для великих значень {\displaystyle \mathrm {BR} (a)\sim -a^{1/5}}.
Джордж Жерард показав, що рівняння п'ятого степеня можуть бути розв'язані у закритій формі використовуючи радикали та Брінгові радикали, які були введені Ерландом Брінгом.

## Нормальні форми рівняння п'ятого степеня
Загальна форма рівняння п'ятого степеня:
{\displaystyle x^{5}+a_{4}x^{4}+a_{3}x^{3}+a_{2}x^{2}+a_{1}x+a_{0}=0.\,}
Існують різні методи спрощення, що використовують перетворення Чірнхауса скорочення ненульових коефіцієнтів:

### Первинна форма
Форма без 4-го степеня та куба:
{\displaystyle y^{5}+c_{2}y^{2}+c_{1}y+c_{0}=0\,}
називається первинною і може бути отримана квадратичним перетворенням Чірнхауса, що пов'язує корені загальної і первинної форм
{\displaystyle y_{k}=x_{k}^{2}+\alpha x_{k}+\beta \,,}
коефіцієнти α та β можуть бути отримані з  результанта чи тотожностей Ньютона. 

### Форма Брінга—Жерарда
Можливо також занулити коефіцієнт при квадраті, це форма Брінга—Жерарда:
{\displaystyle v^{5}+d_{1}v+d_{0}=0.\,}
Кубічне перетворення Чірнхауса не допомагає, бо приводить до рівняння 6-го степеня.
Але в 1786 році Брінг знайшов перетворення Чірнхауса 4-го степеня:
{\displaystyle v_{k}=y_{k}^{4}+\alpha y_{k}^{3}+\beta y_{k}^{2}+\gamma y_{k}+\delta \,.}
що приводить до системи 5 рівнянь з 6 невідомими, де потрібно розв'язувати кубічні і квадратні рівняння.
Цей метод також був відкритий Джорджем Жерардом в 1832.
Таку систему краще розв'язувати в одній із систем комп'ютерної алгебри,
оскільки запис розв'язку є незрівнянно довшим за розв'язок рівняння четвертого степеня.
Далі лінійною заміною змінної можна звести до форми від одного коефіцієнта:
{\displaystyle u^{5}-u+a=0\,,}
яка використовується в методах розв'язку Ерміта—Кронекера—Брілші, Глассера, Коклі—Харлі з різними резольвентами.

## Загальний розв'язок рівняння 5-го ступеня
Корені многочлена
{\displaystyle x^{5}+px+q\,}
Можуть бути отримані використовуючи радикал Брінга:
{\displaystyle {\sqrt[{4}]{-{\frac {p}{5}}}}\,\operatorname {BR} \left(-{\frac {1}{4}}\left(-{\frac {5}{p}}\right)^{\frac {5}{4}}q\right)}